# 加藤遊海
加藤 ゆうみ（かとう ゆうみ、1996年7月10日 - ）は、日本のファッションモデル、タレント。2018年ミス・ユニバース・ジャパン。本名：加藤遊海。

## 来歴
愛知県名古屋市出身。5歳からマレーシアで育ち、日本語、英語、マレー語、中国語を話せるようになった。16歳で帰国し、茶道松尾流の家元にて稽古を始め、着物着付け師の資格も持つ。2017年からはタレントとして「天才!志村どうぶつ園」に出演した。
2018年3月19日にホテル椿山荘東京で行われたミス・ユニバース・ジャパンに三重県代表として出場し、日本代表に選出された。12月17日にタイのインパクト・アリーナで行われた世界大会に出場した。
ミス・インターナショナル2022に出場し、2022準ミス・インターナショナル日本代表(第3位)、特別賞のパーフェクトボディ賞受賞という結果をおさめた 。

## 活動履歴

### テレビ（国内）
- 天才!志村どうぶつ園コーナー「絶滅ゼロ部」（日本テレビ、2017年10月7日、10月28日、11月4日）
- 行列のできる相談所（日本テレビ、2018年6月3日）
- ダウンタウンDX）（読売テレビ、2018年8月23日）
- ZIP!コーナー「ZIP showbiz rabbit」
- ＃きとキュン♡トラベラー with T（チューリップテレビ、2021年7月）

### テレビ（海外）
- マレーシアTV9 ｢Nasi Lemak Kopi O TV9 ｣
- マレーシアTV3 ｢Melodi｣
- マレーシア8TV「日本富山好吃 by kitoqun」

### ドラマ
役名太字は主演作品
- マレーシア最大のテレビ局Media Primaと日本テレビとの共同制作ドラマ「Jenaka Kampung Kalut（J.K.K）」
  - ｢JKK シーズン2｣中村みかん（2016年）
  - ｢JKK シーズン3｣中村みかん（2017年）
  - ｢JKK シーズン4｣中村みかん（2018年）

### YouTube
- ファスティングマイスター学院TV
- HANKYU BEAUTY CHANNEL

### ラジオ
- HOT FM マレー語ゲスト出演

### イベント
- JR東日本陸上公共交通委員会
- JR東日本＃projectshinkansen
- Japan Expo Malaysia 2017
- 愛媛県イベント（マレーシア）
- DFKL 2017 (マレーシアMedia Prima レッドカーペット)
- WBC ASIA BOXING FESTIVAL
- History Con 2017
- Isetan the Japan Shop｢クアラルンプール第2回新幹線常設展｣
- 2019年大須観音節分会
- ジェイアール名古屋タカシマヤBeautyTachCollection

### CM
- 株式会社百五カード

### アンバサダー
- ISUZU MALAYSIAブランドアンバサダー
- ファスティングマイスター学院

### ショー
- テレビ静岡｢ガールズパーティー2017｣
- Hydrogen
- NHDK
- 名古屋美容専門学校
- 名古屋学芸大学
- 資生堂

### その他
- MIRAIHADAブランドイメージモデル
- 松阪市ブランド大使